# Guerres navajos
 (octobre 2024).
Si vous disposez d'ouvrages ou d'articles de référence ou si vous connaissez des sites web de qualité traitant du thème abordé ici, merci de compléter l'article en donnant les références utiles à sa vérifiabilité et en les liant à la section « Notes et références ».
Les guerres navajos désignent plusieurs périodes de conflits dans l’Ouest américain entre les Navajos et les gouvernements successifs d’Espagne (fin du XVIe siècle à 1821), du Mexique (1821-1848) et des États-Unis (après la guerre américano-mexicaine de 1848). Ces conflits allaient des raids à petite échelle à des expéditions militaires menées par les gouvernements dans les territoires contrôlés par les Navajos. Les guerres navajos comprennent également des raids constants, les Navajos attaquant d’autres tribus et colonies, ce qui entraînait des représailles, perpétuant ainsi les hostilités.

## Période espagnole
Facundo Melgares, dernier gouverneur espagnol du Nouveau-Mexique avant l’indépendance en 1821, a mené deux expéditions infructueuses contre les Navajos, qui attaquaient les colons néo-mexicains. En octobre 1821, il a cherché à conclure la paix.

### Chronologie
- 1582 : Espejo-Beltrain trouve des “montagnards pacifiques” appelés Querechos. Ce groupe ne s’attarde pas près d’Acoma car les Querechos, qui commerçaient avec les Pueblos, étaient connus pour leur soutien lors des conflits.
- 1630 : Fray Benevides organise une paix entre les Tewas et les Navajos.
- 1638 : Le gouverneur Luis de Rosa encourage les Navajos à attaquer les missions de ses ennemis politiques, les Frères franciscains.

## Période mexicaine
Le successeur de Melgares, le gouverneur José Antonio Vizcarra, rencontre les chefs navajos à Paguate le 12 février 1823. Ses conditions comprenaient l’installation des Navajos dans des pueblos et leur conversion énergique au catholicisme. Les Navajos rejettent le traité et reprennent les combats.